# Leva del biberón

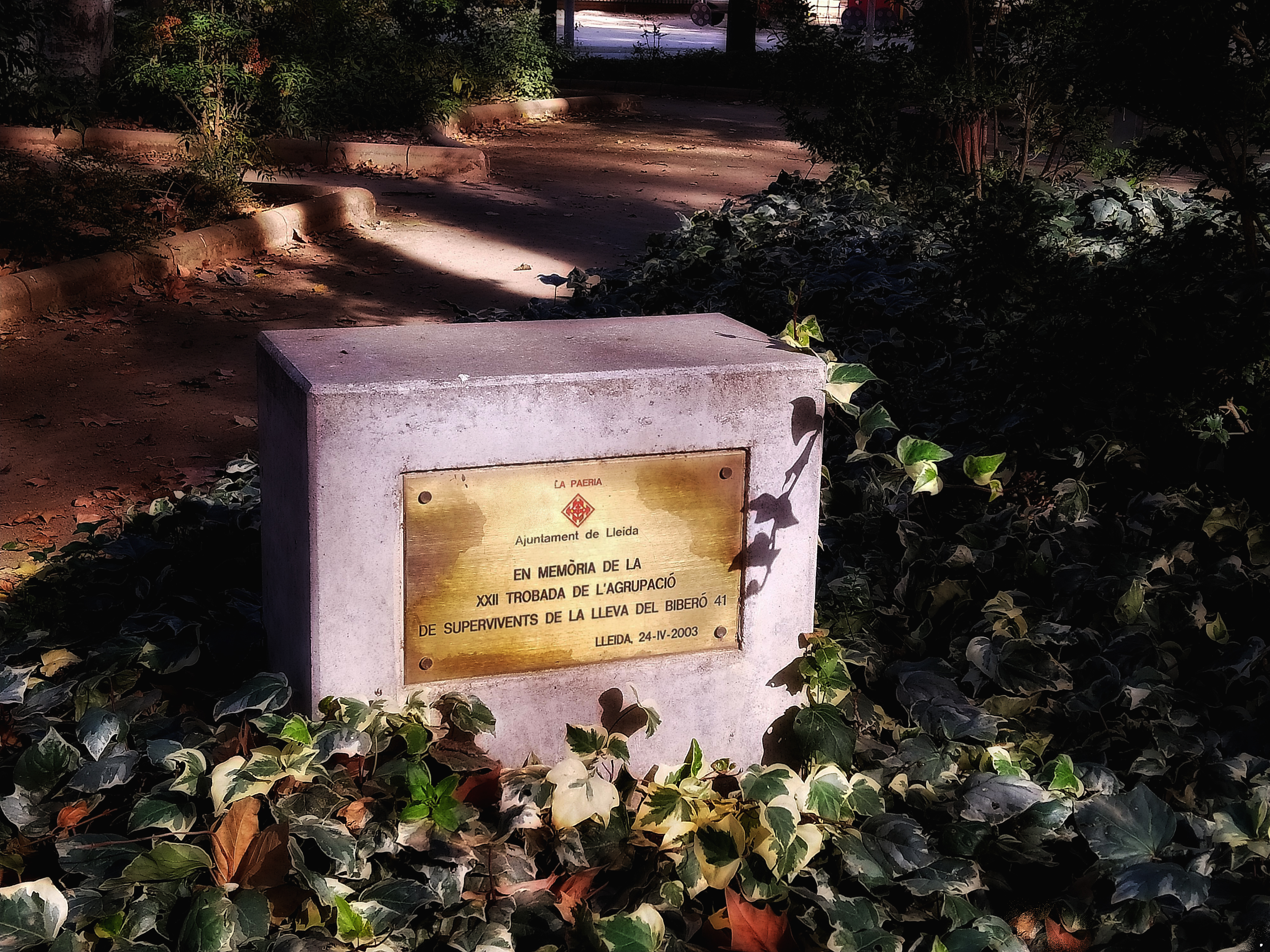
Lleida - Plaque commémorative de la XXIIe réunion de la Quinta del Biberón.

La Leva del Biberón (également connue sous le nom de quinta del Biberón) était le nom donné aux prélèvements de 1938 et 1939 sur tout le territoire que l'Espagne républicaine contrôlait encore pendant les dernières années de la guerre civile espagnole, avec des garçons de 14 à 18 ans. Mobilisé par ordre du président de la deuxième République espagnole, Manuel Azaña, vers la fin avril 1938. À cette époque, les troupes de Franco attaquent Lérida, Gandesa, Balaguer, Tremp et Camarasa et prennent le contrôle des derniers points de résistance républicaine,.

## Objectif
Au total, quelque 30 000 jeunes ont été appelés sur tout le territoire national du côté républicain : Murcie, Catalogne, Vieille Castille et Valence, entre autres. Ils sont alors sous le commandement de Lluís Companys, parmi lesquels se trouvent certaines futures personnalités telles que Jesús Monterde Blasco . Ils sont d'abord employés pour des tâches mineures. Le 25 juillet 1938, ils participent à l'offensive républicaine de la bataille de l'Èbre, la grande majorité sont alors mineurs, certains ont seulement 14 ans. Federica Montseny dira : « Dix-sept ans ? mais ils sucent toujours le biberon ! ».
Les troupes participent aux batailles sanglantes de Merengue et Baladredo et aux deux batailles sur le front du Sègre durant l'offensive de Catalogne. Ils participent également à la bataille de l'Èbre et certains sont affectés au bataillon alpin, dans les Pyrénées de Lérida.

## Conséquences
Après la guerre, les soldats connaissent des destins très différents. Certains s'exilent en France et se retrouvent dans les camps de concentration d'Argelès-sur-Mer, de Saint-Cyprien et d'Agde. D'autres, dans les prisons franquistes et dans les camps de concentration de Vitoria-Gasteiz ou de Miranda de Ebro, des autres se retrouvent dans des bataillons d'ouvriers répartis dans toute l'Espagne et font leur service militaire à Saragosse, Barcelone ou dans le Sahara espagnol. Cependant, une partie des jeunes est libérée par le régime franquiste car, comme tout au long du conflit, dans de nombreux cas, l'idéologie des personnes appelées n'était pas réciproque avec celle du côté  (droite ou gauche) qui les obligeait à s'enrôler par la force.
En 1983, 307 survivants et 412 membres des familles des disparus, fondent l'Agrupación de Supervivientes de la Leva del Biberón-41.